# آلتایوو
آلتایوو (انگلیسی: Altayevo) یک شهرک در شهرستان بورایفسکی باشقیرستان کشور روسیه است.